# Refuge d’Avérole
Das Refuge d’Avérole ist eine Schutzhütte der Sektion Lyon Villeurbanne des Club Alpin Français in Frankreich im Département Savoie in der Region Auvergne-Rhône-Alpes.

## Merkmale und Informationen
Die Hütte ist von Mitte März bis Mitte Mai für Skifahrer im Frühling und vom 16. Juni bis 16. September für die Sommersaison bewartet. 

## Zugänge
Es gibt mehrere Möglichkeiten, zur Schutzhütte zu gelangen. In der Sommersaison ist es ratsam, den Aufstieg vom Parkplatz Vincendières aus zu beginnen. Über ausgeschilderte Wanderwege werden zwischen eineinhalb und zwei Stunden benötigt, bis man die Hütte erreicht. Im Winter ist es am besten, den Weg am Ferienzentrum La Bessanaise zu beginnen. Der Zeitaufwand verlängert sich dann auf etwa zweieinhalb Stunden.

## Aufstiege
Die Berghütte ist ein möglicher Ausgangspunkt für den Aufstieg auf den Albaron. 

## Wanderungen
Unter anderem ist es möglich, von der Berghütte die viertägige Rundtour Tour von Bessanèse zu machen, bei der man in noch drei weiteren Hütten übernachtet. Bei einer weiteren möglichen Rundtour von der Hütte aus überschreitet man die nahe Grenze zu Italien (Refuge du Carro, Rifugio Bartolomeo Gastaldi und Refuge des Évettes).